# Miasto Imotski
Miasto Imotski (chorw. Grad Imotski) – jednostka administracyjna w Chorwacji, w żupanii splicko-dalmatyńskiej. W 2011 roku liczyła 10 764 mieszkańców.